# جورج لوییس
جورج لوییس طراح و مدیر هنری یونانی‌-آمریکایی تبار است. او از هنرمندان سبک مدرسه نیویورک و یکی از تاثیرگذاران در صنعت تبلیغات به حساب می‌آید. وی با ۹۲ جلدی که برای مجله اسکوایر طراحی کرد و در زمانه خود بسیار جنجالی شدند، شناخته شده‌است.

## سبک شناسی
جورج لوئیس با تاسیس آژانس‌های مختلف تبلیغاتی سعی داشت تا ایده و اجراهای خود را بدون اینکه زیر سایه دیگران باشد به اجرا برساند. او از افرادی است که فرهنگ و سبک طراحی تبلیغات را در سال ۱۹۶۰ در نیویورک از نو ساخت و فرهنگ پوپولیسم در تبلیغات ایالات متحده آمریکا و مدتی بعد در جهان را تغییر داد.
وی زمانی که در آژانس دوین دول برنباخ کار می‌کرد، به اهمیت بسیار بالای انسجام مفاهیم بصری و مفهومی پی برد و بعدها در کارهای مستقل‌تر خود از آن استفاده کرد. در اغلب طراحی‌های او خصوصاً جلدهای مجله٬ پس‌زمینه‌ها خالی است و عنصر بصری اضافه‌ای وجود ندارد تا مفهوم و تصویر در سریع‌ترین حالت ممکنه پیام خود را برسانند.
لوییس درک عمیقی از فرهنگ عامه و پوسته‌های جامعه داشت. به همین دلیل می‌توانست در طراحی‌ها و موضوعات خود پیام‌هایی به شدت تاثیرگذار تولید کند.